# رودخانه نیجر
رودخانه نیجر (/ˈnaɪdʒər/ NY-jər؛ فرانسوی: (le) fleuve Niger [(lə) flœv niʒɛʁ]) رودخانه اصلی غرب آفریقا است که حدود ۴۱۸۰ کیلومتر (۲۶۰۰ مایل) امتداد دارد. گستره حوضه آبریز آن ۲.۱۱۷.۷۰۰ کیلومتر مربع (۸۱۷۶۰۰ مایل مربع) است.  سرچشمه آن در بلندی‌های گینه در جنوب شرقی گینه در نزدیکی مرز سیرالئون است.به شکل هلالی از طریق مالی، نیجر، در مرز با بنین و سپس از طریق نیجریه گذر می‌کند و از طریق یک دلتای بزرگ، معروف به دلتای نیجر (یا رودخانه‌های روغن)، به خلیج گینه در اقیانوس اطلس میریزد. نیجر سومین رودخانه طولانی آفریقا است که رود نیل و کنگو از آن فراتر رفته‌اند.شاخه اصلی رود نیجر، بنوئه نام دارد.